# 티머시 체루이요트
티머시 체루이요트(영어: Timothy Cheruiyot, 1995년 11월 20일~)는 케냐의 육상 선수로 주 종목은 중거리 달리기이다. 2020년 하계 올림픽 남자 1500m 달리기에서 은메달을 획득했고, 세계 선수권 대회 1500m에서 금메달 1개, 은메달 1개를 획득했다.